# پائولوس آبراهام
پائولوس آبراهام (زاده ۱۶ ژوئیه ۲۰۰۲) یک فوتبالیست حرفه ای سوئدی است که در پست مهاجم برای اف سی گرونینگن بازی می‌کند. پائولوس که از مهاجران اریتره ای در سوئد متولد شد، نماینده سوئد در سطوح جوانان است.